# Хатерсхајм на Мајни
Хатерсхајм на Мајни (њем. Hattersheim am Main) град је у њемачкој савезној држави Хесен. Једно је од 12 општинских средишта округа Мајн-Таунус. Према процјени из 2010. у граду је живјело 25.524 становника. Посједује регионалну шифру (AGS) 6436005.

## Географски и демографски подаци
Хатерсхајм на Мајни се налази у савезној држави Хесен у округу Мајн-Таунус. Град се налази на надморској висини од 100 метара. Површина општине износи 15,8 km². У самом граду је, према процјени из 2010. године, живјело 25.524 становника. Просјечна густина становништва износи 1.614 становника/km².

## Међународна сарадња
| Мјесто         | Држава             | Врста сарадње | Од    |
| -------------- | ------------------ | ------------- | ----- |
| Врбовец        | Хрватска           | контакт       | 2000. |
| Мошонмађаровар | Мађарска           | партнерство   | 1992. |
| Сарсел         | Француска          | партнерство   | 1987. |
| Санта Катарина | Зеленортска Острва | партнерство   | 1989. |
| Извор          |                    |               |       |